# 贵州千斤拔
贵州千斤拔（学名：Flemingia kweichowensis）为豆科千斤拔属下的一个种。其种加词“kweichowensis”意为“贵州的”。